# Abbywinters

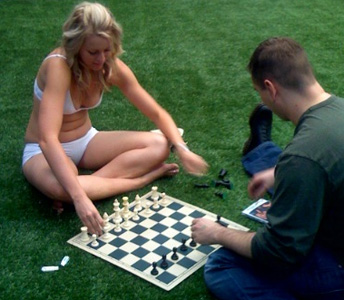

Abbywinters.com é um site pago australiano de conteúdo erótico ou pornográfico, que se especializou em lésbicas e modelos amadoras em nu erotico solo. O site é notorio por usualmente fotografar toda a sua equipe feminina e terem categoria por conteúdo. Abbywinters.com está no topo dos 10.000 sites visitados no mundo, de acordo com a Alexa traffic rankings e tinha cerca de 30.000 assinantes em Janeiro de 2008.
Abby winters ganhou AVN Awards 2008 no Best Amateur Séries com o seu DVD íntimo Moments e foi escolhida como o Melhor Website Adulto, em 2006 e 2007 pela Australian Adult Industry Awards. Em pesquisa na web, tem sido notado a qualidade de suas imagens e comumente referido como um dos melhores sites de pornô amador.

## Descrição do conteúdo
O site apresenta modelos com idades entre os 18 e os 31, mas a maioria tem menos de 25 anos. As modelos quase sempre apresentam seios naturais (em oposição aos aumentados com silicone) e frequentemente com pelos pubianos. As mulheres começam vestindo suas próprias roupas ou roupas íntimas que gradualmente as vão eliminando, e muitas vezes são fotografadas em suas próprias casas, quartos ou ao ar livre. A maioria costuma a aparecer tanto nas fotografias quantos em vídeos.